# Tendenza di carriera
La tendenza di carriera è un istituto del diritto amministrativo militare italiano volto a sintetizzare l'intero evolversi del servizio di un ufficiale.

## Caratteristiche
Essa si evince, ai sensi del decreto del Ministero della Difesa 2 novembre 1993 n. 571, dal "raffronto fra le qualità, attitudini e capacità risultanti dalle graduatorie definitive dei concorsi di reclutamento e dei corsi, nonché l'andamento complessivo della carriera" desumibile, quest'ultimo, soprattutto dall'esito degli avanzamenti a scelta al grado di maggiore, colonnello, generale di brigata, di divisione e di corpo d'armata ed equivalenti.
Da tale assunto discende che tale istituto vada considerato tra gli elementi più significativi nel conseguimento del grado superiore per un ufficiale.